# Moby Grape
Moby Grape byla americká rocková skupina ze San Francisca, kde vznikla v roce 1966. Založil ji bývalý bubeník Jefferson Airplane, zde zpěvák a kytarista Skip Spence, za pomoci manažera kapely Matthewa Katze. V původní sestavě dále hráli kytaristé Jerry Miller a Peter Lewis, baskytarista Bob Mosley a bubeník Don Stevenson; všichni rovněž zpívali. V tomto obsazení nahráli první dvě alba, vydaná v letech 1967 a 1968. V roce 1968 kapela vystupovala ve filmu The Sweet Ride. Následně skupinu opustil Spence (na třetím albu hrál jen v jedné písni), čtvrté album kapela nahrála jako trio bez Mosleyho. Následně se skupina rozpadla, ale již v roce 1971 se v původní sestavě vrátila a nahrála své páté album 20 Granite Creek. Po dalším rozpadu byla v následujících dekádách několikrát v různých sestavách opět obnovena. Dvě poslední studiová alba nahrála v 80. letech.

## Diskografie

### Studiová alba
- Moby Grape (1967)
- Wow/Grape Jam (1968)
- Moby Grape '69 (1969)
- Truly Fine Citizen (1969)
- 20 Granite Creek (1971)
- Moby Grape '84 (1984)
- Legendary Grape (1989)

### Koncertní alba
- Live Grape (1978)
- Moby Grape Live (2010)